# سرخرگ لبی زیرین
سرخرگ لبی زیرین (انگلیسی: Inferior labial artery) شاخه‌ای از سرخرگ چهره‌ای است در نزدیکی کناره لب تحتانی، در نزدیکی گوشه دهان، از سرخرگ چهره‌ای جدا می‌شود.